# Yuliana Telegina
Yuliana Telegina (in ebraico יוליאנה טלגינה‎?; 22 marzo 2002) è una ginnasta israeliana.

## Biografia

### Junior
Nel 2015 alla Happy Caravan Cup di Tashkent arriva venticinquesima. Alla Luxembourg Cup di Lussemburgo, invece, arriva terza.
Nel 2016 alla Alina Cup di Mosca vince il bronzo nella gara a squadre con Nicol Zelikman, Nicol Voronkov e Yana Kramarenko, alle clavette (dietro ad Alina Harnas'ko e Alina Ermolova) e alla fune (dietro ad Alina Ermolova e Polina Šmatko). Nello stesso anno vince i Nazionali Junior Israeliani, davanti a Nicol Zelikman e Natalie Raits. Alla Coppa del mondo di Pesaro arriva quarta nella gara a squadre e terza nella finale alla fune (dietro ad Alina Ermolova e Alexandra Agiurgiuculese) e seconda alle clavette (dietro ad Alina Ermolova e davanti a Caterina Allovio). Alla Coppa del mondo di Sofia vince l'oro nella gara a squadre, al cerchio (davanti a Yulia Vodopyanova e Milena Baldassarri) e seconda alle clavette (dietro a Alina Ermolova e davanti a Yoana Nikolova). Ai Campionati europei junior di ginnastica ritmica 2016 di Holon arriva quarta nella gara a squadra e alla fune e ottava alle clavette.
Nel 2017 entra a far parte della squadra junior israeliana, con la quale vince diverse medaglie importanti. La medaglia con più valore è il bronzo vinto ai Campionati europei junior 2017 di Budapest, dietro alla Russia e all'Italia.

### Senior
Nel 2018, al suo primo anno nella categoria senior, vince la medaglia di bronzo al Torneo Internazionale di Mosca. Alla World Cup di Pesaro arriva dodicesima nell'all-around. Ai Campionati mondiali di ginnastica ritmica 2018 di Sofia arriva quarta nella gara a team (con Linoy Ashram e Nikol Zelikman).
Nel 2019 alla World Cup di Pesaro arriva diciannovesima nell'all-around. Alla World Challenge Cup di Guadalajara arriva decima nell'all-around e sesta nella finale alla palla. Alla World Challege Cup di Portimão arriva decima nell'all-around, quinta alle clavette e quarta al nastro. Ai Campionati europei di ginnastica ritmica 2019 di Baku arriva quattordicesima nell'all-around. Ai Campionati mondiali di ginnastica ritmica 2019 di Baku arriva seconda nella gara a team (con Linoy Ashram, Nicol Voronkov e Nicol Zelikman).

## Palmarès

### Mondiali
| Anno | Città | Risultato | Specialità     |
| ---- | ----- | --------- | -------------- |
| 2019 | Baku  | Argento   | Gara a squadra |

### Europei
| Anno | Città | Risultato | Specialità         |
| ---- | ----- | --------- | ------------------ |
| 2020 | Kiev  | Oro       | Squadre all-around |
| 2020 | Kiev  | Argento   | Gara a squadre     |
| 2020 | Kiev  | Argento   | 5 palle            |

### Europei juniores
| Anno | Città    | Risultato | Specialità  |
| ---- | -------- | --------- | ----------- |
| 2017 | Budapest | Argento   | 10 clavette |